# Mandat karny

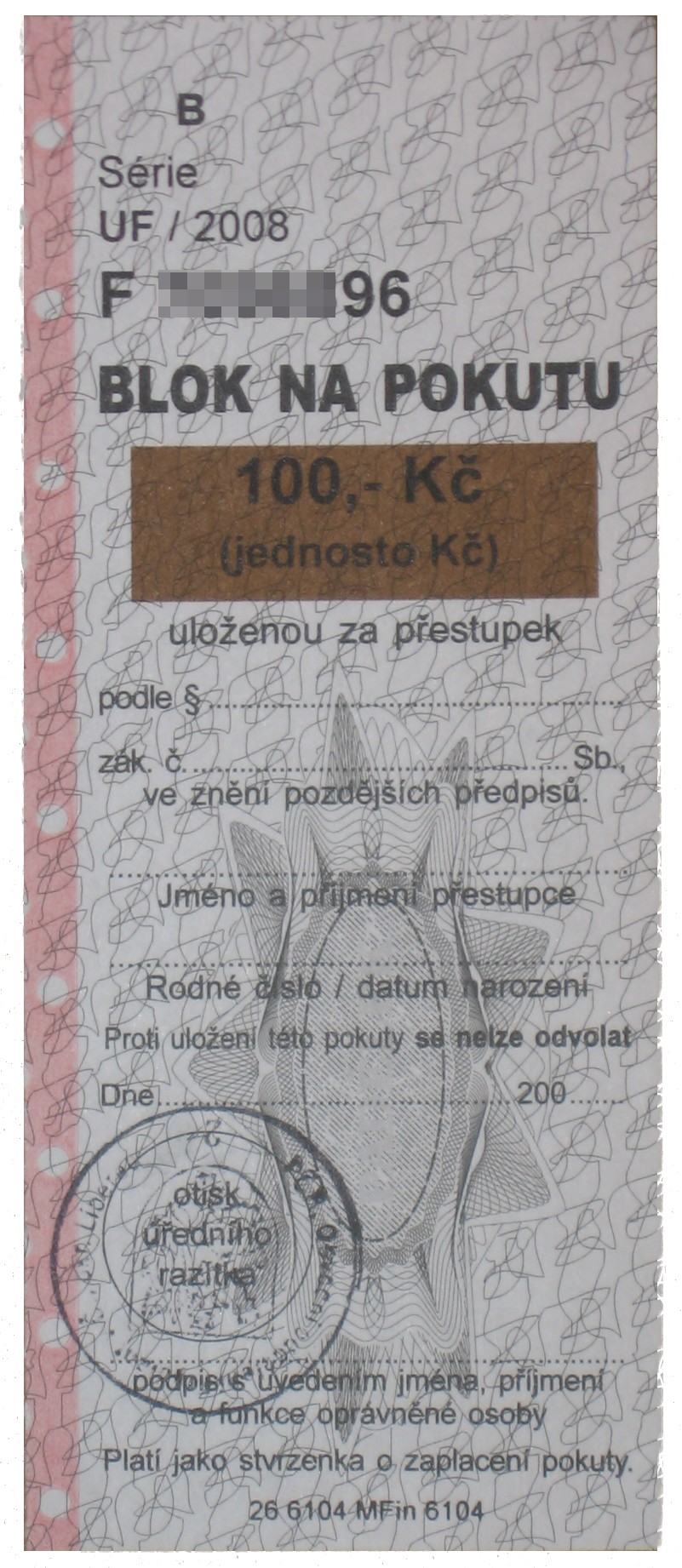
Potwierdzenie zapłaty mandatu karnego za wykroczenie drogowe w Czechach

Mandat karny – uproszczony tryb postępowania w sprawach o wykroczenia i zarazem nakładania grzywny za wykroczenie. Jest to dokument, z którym na gruncie prawa karnego i prawa wykroczeń (art. 115 § 14 k.k. oraz art. 47 § 8 k.w.) związane jest określone prawo rodzące skutek w postaci sankcji za czyn zabroniony.
Postępowanie mandatowe w Polsce reguluje rozdział 17 w dziale IX Kodeksu postępowania w sprawach o wykroczenia.

## Organy prowadzące postępowanie mandatowe, wysokość mandatu karnego
Postępowanie mandatowe prowadzą Policja, a inne organy (w tym straże gminne (miejskie)), gdy przepis szczególny tak stanowi (art. 95 Kodeksu postępowania w sprawach o wykroczenia). W postępowaniu mandatowym można nałożyć grzywnę w wysokości do 500 zł, a w przypadku zbiegu wykroczeń do 1000 zł (art. 96 Kodeksu). Ustawa przewiduje jednak wyjątki od tej zasady, np. w przypadku wykroczeń przeciwko bezpieczeństwu i porządkowi w komunikacji grzywna może wynosić do 5000 zł (w przypadku zbiegu wykroczeń – do 6000 zł). Wysokość grzywien nakładanych w drodze mandatu karnego za niektóre wykroczenia określa Rozporządzenie Prezesa Rady Ministrów z dnia 24 listopada 2003 r. w sprawie wysokości grzywien nakładanych w drodze mandatów karnych za wybrane rodzaje wykroczeń (Dz.U. z 2013 r. poz. 1624, z późn. zm.), nazywane potocznie taryfikatorem mandatów.

## Warunki nałożenia mandatu karnego
W postępowaniu mandatowym, jeżeli ustawa nie stanowi inaczej, funkcjonariusz uprawniony do nakładania grzywny w drodze mandatu karnego może ją nałożyć jedynie, gdy:
- schwytano sprawcę wykroczenia na gorącym uczynku lub bezpośrednio po popełnieniu wykroczenia
- stwierdzi popełnienie wykroczenia, w szczególności za pomocą przyrządu kontrolno-pomiarowego lub urządzenia rejestrującego, a sprawca nie został schwytany na gorącym uczynku lub bezpośrednio potem, i nie zachodzi wątpliwość co do sprawcy czynu.

Funkcjonariusz nakładający grzywnę obowiązany jest określić jej wysokość, zachowanie stanowiące wykroczenie zarzucone sprawcy wraz z czasem i miejscem jego popełnienia oraz kwalifikacją prawną oraz poinformować sprawcę wykroczenia o prawie odmowy przyjęcia mandatu karnego i o skutkach prawnych takiej odmowy.

## Rodzaje mandatów karnych i forma zapłaty
W postępowaniu mandatowym można nakładać grzywnę w drodze mandatu karnego:
- wydawanego ukaranemu po uiszczeniu grzywny bezpośrednio funkcjonariuszowi, który ją nałożył (gotówkowego)
- kredytowanego, wydawanego ukaranemu za potwierdzeniem odbioru
- zaocznego.

Od 2 września 2017 r. grzywna nałożona pierwszymi 2 rodzajami mandatu karnego może być uiszczona w formie bezgotówkowej, za pomocą karty płatniczej lub innego instrumentu płatniczego, o ile funkcjonariusz ją nakładający dysponuje odpowiednim urządzeniem do autoryzacji rozliczeń. Grzywnę uważa się za uiszczoną z chwilą potwierdzenia dokonania płatności uzyskanego z urządzenia do autoryzacji rozliczeń. W przypadku uiszczenia grzywny w formie bezgotówkowej koszty związane z autoryzacją transakcji i przekazem środków na właściwy rachunek bankowy ponosi ukarany. Funkcjonariusz informuje ukaranego o możliwości uiszczenia grzywny w formie bezgotówkowej oraz obowiązku pokrycia powyższych kosztów.

## Odmowa przyjęcia mandatu karnego
Sprawca wykroczenia może odmówić przyjęcia mandatu karnego. W razie odmowy przyjęcia mandatu karnego lub nieuiszczenia w wyznaczonym terminie grzywny nałożonej mandatem zaocznym, organ, którego funkcjonariusz nałożył grzywnę, występuje do sądu z wnioskiem o ukaranie. We wniosku tym należy zaznaczyć, że obwiniony odmówił przyjęcia mandatu albo nie uiścił grzywny nałożonej mandatem zaocznym, a w miarę możności podać także przyczyny odmowy.

## Egzekucja grzywny nałożonej w postępowaniu mandatowym
Ściąganie grzywny nałożonej w drodze mandatu karnego następuje w trybie przepisów o postępowaniu egzekucyjnym w administracji.

## Uchylenie mandatu
Można uchylić prawomocny mandat karny w przypadkach określonych ustawą. Dotyczy to m.in. ukarania osoby, która nie ukończyła 17. roku życia, działania sprawcy w warunkach obrony koniecznej czy stanu wyższej konieczności. W sprawie uchylenia mandatu sąd rejonowy wydaje postanowienie.